# Cole Jensen
Cole Christopher Jensen (Council Bluffs, Estados Unidos, 22 de enero de 2001) es un futbolista estadounidense que juega como portero en el Inter Miami de la Major League Soccer.

## Carrera

### Juventud y universidad
Jensen asistió a la Escuela Secundaria Lewis Central. En 2018, asistió a la Xavier University para jugar fútbol universitario.

### Profesional
En diciembre de 2022, se anunció que Jensen era elegible para ser seleccionado en el SuperDraft de la MLS 2023. El 21 de diciembre de 2022, Jensen fue seleccionado en el puesto 18 en el SuperDraft por Inter Miami CF. Firmó con Inter Miami el 23 de febrero de 2023. Jensen ha pasado tiempo con Inter Miami CF II en la MLS Next Pro.

## Palmarés

### Títulos nacionales
| Título             | Equipo               | Sede           | Año  |
| ------------------ | -------------------- | -------------- | ---- |
| Supporter's Shield | Inter de Miami C. F. | Estados Unidos | 2024 |

### Títulos internacionales
| Título      | Equipo         | Sede           | Año  |
| ----------- | -------------- | -------------- | ---- |
| Leagues Cup | Inter de Miami | Estados Unidos | 2023 |